# Paténa
A paténa a római katolikus egyház rítusában használt liturgikus edény. 
Egy aranyozott kis, lapos tálca, mely kör alakú, belsejében pedig pár mm-es bemélyedés található.

## Nevének eredete
Neve a latin "patena" – 'tányér, serpenyő' szóból ered.

## Használata
A szentmise közben az ostya van rajta. 
A kehely száját fedik be vele.
Az istentisztelet végén a rajta található morzsákat vízzel lemossák, megtörlik a purifikatóriummal (törlőkendő), és helyére viszik.